# Román Colón
Pour les articles homonymes, voir Colon.
Román Benedicto Colón (né le 13 août 1979 à Monte Cristi en République dominicaine) est un lanceur droitier de baseball qui évolue dans les Ligues majeures pour les Braves d'Atlanta en 2004 et 2005, les Tigers de Détroit en 2005 et 2006, puis les Royals de Kansas City en 2009, 2010 et 2012.

## Carrière
Román Colón est recruté comme agent libre le 14 août 1995 par les Braves d'Atlanta. Après plus de huit saisons en Ligues mineures (1996-2004), il débute en Ligue majeure le 21 août 2004.
Il est échangé le 31 juillet 2005 aux Tigers de Détroit avec Zach Miner contre Kyle Farnsworth. 
Román Colón est de nouveau échangé le 13 juillet 2007 et se retrouve chez les Royals de Kansas City. Il dispute 43 matchs comme lanceur de relève pour Kansas City en 2009 et remet une moyenne de points mérités de 4,83 en 50 manches et un tiers lancées. Il réapparaît dans 5 parties des Royals en 2010 et 3 dernières en 2012. Son dernier match dans les majeures est disputé le 22 juin 2012.
De 2004 à 2012, Román Colón est apparu dans 124 matchs des majeures, dont 116 comme lanceur de relève. Sa moyenne de points mérités se chiffre à 5,19 en 187 manches et un tiers lancées, avec 120 retraits sur des prises, 8 victoires, 10 défaites et un sauvetage.
Colón poursuit sa carrière professionnelle dans les ligues mineures, jouant pour des clubs affiliés aux Rockies du Colorado, aux Pirates de Pittsburgh et aux Braves d'Atlanta en 2013.